# Nertera dichondrifolia
Nertera dichondrifolia là một loài thực vật có hoa trong họ Thiến thảo. Loài này được (A.Cunn.) Hook.f. mô tả khoa học đầu tiên năm 1852.